# Загорье (деревня, Переславский район)
Загорье — деревня в Переславском районе Ярославской области на реке Трубеж.
Постоянное население на 1 января 2007 года отсутствует.

## История
В старину состояло из двух отдельных посёлков: Верхнее Загорье и Нижнее Загорье Никитского стана. До 1554 года первое было в поместьи за Матвеем Нороватовым, потом за его детьми. Второе было за Алферьем Нороватовым, потом за его детьми. В 1554 году Данилов монастырь выпросил оба эти сельца себе в вотчину. Его просьбу поддержал царский духовник протопоп Андрей (потом митрополит Афанасий). В 1609 году в Смутное время крестьян «пограбили воры литовские люди».